# Super Fisgón y Despistado
Super Fisgón y Despistado (Snooper and Blabber en inglés) son dos personajes de dibujos animados creados por los estudios estadounidenses de animación Hanna-Barbera. Se trata de las aventuras del gato Super Fisgón (Super Snooper) y el ratón Despistado (Blabber), que son antropomorfos y parlantes cuyas aventuras fueron emitidas por la televisión a partir del año 1959, dentro del programa infantil, el Show de Tiro Loco McGraw, conjuntamente a Canuto y Canito, hasta el año 1962. toon

## Argumento
Super Fisgón y Despistado son dos investigadores privados de fama internacional que trabajan en la agencia de detectives de Super Fisgón y se encargan de investigar los más disparatados casos. Despistado estará a las órdenes de Super Fisgón que, aunque cree ser más listo atrapando criminales, no tiene las más brillantes ideas. Despistado, sin embargo, admira a su jefe y desea llegar a ser tan buen detective como él. Ambos se comunican desde su auto o helicóptero con Hazel, su telefonista (quien nunca aparece en pantalla). Pese a cobrar mucho por resolver un caso, Super Fisgón parece no tener dinero para pagarse una sirena mientras van patrullando, por lo que en algunos episodios le pide a su compañero que cumpla esa función.
Los casos que resuelven los detectives varían de episodio a episodio y suelen involucrar robos, objetos perdidos, ladrones internacionales (como Quintín el transformista), monstruos, cuentos de hadas (como La Cenicienta, Juanito y las habichuelas o Hansel y Gretel) y las típicas conspiraciones para robar una herencia. En algunos episodios, los detectives conocieron al prototipo de futuros personajes famosos de Hanna-Barbera, tales como El León Melquíades (Dientefiero) o una familia de científicos con un gusto por lo macabro (parodia de las historietas de Los locos Addams). En la versión en inglés, Daws Butler modeló la voz de Super Fisgón imitando al actor Ed Gardner, mientras que en español, Super Fisgón hablaba con el acento típico de los habitantes de la península de Yucatán, salpicando sus diálogos con frases y palabras típicas de dicha región.

## Los Personajes
- Super Fisgón: Es un gato marrón que viste una gabardina de color gris con cinturón ceñido al talle y solapas alzadas sobre el cuello. Sobre su cabeza un sombrero de tweed. Su manera de hablar es similar a la de Jack Webb en Dragnet. En el doblaje al español le concedió su voz Juan Domingo Méndez y la segunda fue Carlos Rotzinger.[1]

- Despistado: Es un ratoncito bastante espabilado, de color gris, viste gabardina de color azul, y un sombrero de color rojo. Despistado habla con un ligero ceceo. Fue doblado al español por el actor Salvador Najar y la segunda fue Jorge Arvizu.[1]

- Ambos fueron interpretados por Daws Butler.

- Michael Maltese se encargó de los guiones. toon

## Episodios de Super Fisgón y Despistado
Super y Despistado estelarizaron el tercer segmento de El Show de Tiro Loco McGraw

### Temporada 1
1. La herencia (Puss n’ Booty): 19 de septiembre de 1959
2. El proceso de la bruja (Switch Witch) (26 de septiembre de 1959
3. El barco fantasma (Real Gone Ghosts): 3 de octubre de 1959
4. El tamaño regio (Desperate Diamond Dimwits):10 de octubre de 1959
5. Los cuidadores (Big Diaper Caper): con los Diabólicos Científicos 17 de octubre de 1959
6. La Pulga estrella  (The Flea and Me) 24 de octubre de 1959
7. La fórmula No se ve (Disappearing Inc.):October 31 de 1959
8. Baby Pañales (Baby Rattled):07 de noviembre de  1959
9. No seas monigote (Not So Dummy): 14 de noviembre de  1959
10. Juanito y las habichuelas(Fee-Fi-Fo Fumble): 21 de noviembre de  1959
11. Quintín, el transformista (Masquerader Raider): 28 de noviembre de  1959
12. La gran carrera (Motor Knows Best): 5 de diciembre de  1959
13. Si la zapatilla le ajusta, pues que sea enhorabuena (Slippery Glass Slipper) (December 12 de  1959
14. Un estuche de monerías (Monkey Wrenched) 19 de diciembre, 1959
15. Un topo marrullero (Gopher Goofers) (26 de diciembre, 1959)
16. Los robots (Impossible Imposters): 2 de enero de 1960
17. La Aventura es Mi pasatiempo (Adventure Is My Hobby): 9 de enero de 1960
18. La nube misteriosa (Cloudy Rowdy): 16 de enero de  1960
19. Los fotógrafos (Snap Happy Saps): Con los Horrorosos (Gruesomes enero de 1960
20. El León Dientefiero (The Lion Is Busy): Con El León Melquíades Snagglepuss; 30 de enero  1960
21. La hiena hilarante  (Laughing Guess:Con Leoncio León y Tristón ; 6 de febrero de 1960
22. El Caso del perroquet Robado (The Case Of The Purloined Parrot):13 de febrero de 1960
23. Toot-Suite (Poddle Toodle-Oo! (20 de febrero de 1960)
24. El caso del anillo extraviado (Doggone Dog, Gone (27 de febrero de 1960)
25. El pez volador (Hula Hula Hullabaloo (5 de marzo de 1960)
26. El salvaje Gabba-Gabba (Wild Man, Wild! (12 de marzo de 1960)

### Temporada 2
1. Ala-Kazoop! (10 de septiembre de 1960)
2. El ladrón australiano (Hop To It (17 de septiembre de 1960)
3. El caso de la pulga peligrosa (Fleas Be Careful) (24 de septiembre de 1960)
4. Sirvientes obedientes (Observant Servants (1 de octubre de 1960)
5. Los De-Tuc-Tivos (De-Duck-Tives) (Yakky Doodle; 8 de octubre, 1960)
6. Personaje importantísimo (Big Shot Blab) (15 de octubre de 1960)
7. De la selva a la ciudad (Big Cat Caper) (Snagglepuss; 22 de octubre, 1960)
8. El abominable hombre de las nieves (Scoop Snoop) (29 de octubre de 1960)
9. La princesa más hermosa (Prince Of A Fella’') (5 de noviembre, 1960)
10. El misterio de los diamantes saltarines (Flea For All) (12 de noviembre de 1960)
11. El caso interplanetario (Outer Space Case) (19 de noviembre de 1960)
12. El osado lobo (Bear-ly Able) (26 de noviembre de 1960)
13. La fiesta de sorpresa (Surprised Party) (with Mr. & Mrs. J. Evil Scientist; 3 de diciembre de 1960)

### Temporada 3
1. Zoom-Zoom Blab (Zoom-Zoom Blabber) (15 de septiembre de 1961)
2. El genio prófugo (Eenie Genie Minie Moo!) (22 de septiembre de 1961)
3. El caso del caballo melancólico (Bronco Bluster) (29 de septiembre de 1961)
4. El escalofrío escalofriante (Chilly Chiller) (with the Gruesomes; 6 de octubre de 1961)
5. Líos de joyas (Gem Jams) (13 de octubre de 1961)
6. De persona a prisión (Person To Prison) (20 de octubre de 1961)

## Voces y doblaje
- La voz original de Super Fisgon estaba basada en el personaje real de Ed Gardner.[3]
- Las voces de Super Fisgón y Despistado en español fueron hechas por los actores de doblaje mexicano:

| Personaje    | Voz Original | Doblaje en Español                                          |
| ------------ | ------------ | ----------------------------------------------------------- |
| Super Fisgon | Daws Butler  | Juan Domingo Méndez (México) Carlos Rotzinger (segunda voz) |
| Despistado   | Daws Butler  | Salvador Nájar (México) Jorge Arvizu (segunda voz)          |

## Otras apariciones
Super Fisgón y Despistado aparecen en la televisión de 1972 Arca Loca de Yogi, que era parte de The ABC Saturday Superstar Movie y el piloto de Clan del Oso Yogui.
Los personajes aparecieron en otras cuatro series de Hanna-Barbera:
- Las olimpiadas de la risa (1977), como members de los Yoguis.
- Yogui y la búsqueda del tesoro (1985), como miembro regupar del equipo.
- Yo Yogi! (1991), con super, voz por Rob Paulsen y Blabber por Hal Smith. Super era un detective de celebridad mientras Despistado corría los "ladrones" y "Tienda de Libros" en Jellystone Mall.
- El segmento de  Super Inspector Ardilla (episodio, “Agent Penny") de Dos perros tontos (1993. Rob Paulsen repite Snooper aquí y también la voz de Blabber.
- Snooper hizo un cameo (sin Blabber) en el 1988 El bueno, el malo y Huckleberry Hound.
- Snooper y Blabber hicieron un cameo en Jellystone, en el episodio "Speel Book" (especial de Halloween), en esta versión son niños disfrazados, y Snooper es una chica. También aparecen en el capítulo 14 de la temporada 2, siendo los detectives contratados por huckleberry phine para atrapar al ladrón de paquetes siendo llamados detectives baratos y al final del episodio mencionan que por fin terminaron un caso después de 37 años (Esto en el doblaje latino)

## Super y Despistado en otros idiomas
- Portugués: Olho-Vivo & Faro Fino
- Inglés: Snooper and Blabber
- Francés: Fouinard et Babillard
- Finlandés: Nuusku ja Lörppö
- Italiano: Snooper e Bla-bla